# Lovich Ödön
Lovich Ödön (Selmecbánya, 1876 – Gyula, 1949. június 28.) magyar ügyvéd, 1908 és 1922 között Gyula városának polgármestere.

## Élete és munkássága
Lovich Ödön Selmecbánya városából származott, és itt született 1876-ban Lovich Gyula és Némethy Mária fiaként. Már ügyvédként került Gyula városába, itt 1906-tól kezdődően tevékenykedett ebben a szakmában. Egy évvel később, 1907-ben már kinevezték a település alpolgármesterévé, majd szintén egy év múlva, 1908-ban a település polgármesteri rangját is megkapta. Tisztségét tizennégy éven keresztül, egészen 1922-ig viselte. Gyula városának testülete egy 1910. november 28-án tartott díszközgyűlésén emlékezett meg Gyula egyik leghíresebb szülöttjének, Erkel Ferencnek (1810–1893) az életútjáról, a zeneszerző életművének méltatását az emlékbeszédében Lovich Ödön emelte ki.
1912-ben az ő előterjesztésének köszönhetően döntött a városi testület az 1903-ban megszűnt polgári fiúiskola újbóli megszervezéséről, ennek a javaslatnak a megvalósulását azonban megakadályozta az első világháború, emiatt az ipartestület csak 1920-ban tudott létesíteni egy társulati polgári fiúiskolát a belvárosi katolikus elemi iskola keretei között. 1913. november 1-jén, az ő polgármesterségének idején került sor a Gyulai Atlétikai Club (rövidítésén GYAC) alapító közgyűlésére a gyulai városháza nagytermében. Az újonnan megalapított sportegyesület elnökévé Lovich Ödönt nevezték ki.
1922. október 6-án kormányfőtanácsosi címet adományoztak a részére. Ugyanezen év második felében ellentétbe került Gyula városának a képviselő-testületével, ezért le kellett mondania. 1922. november 6-án nyugdíjazását kérte. Ezt követően 1944-ig ügyvédi gyakorlatot folytatott, ekkor már kormány-főtanácsosi rangjában. Lovich 1949-ben hunyt el tüdőgümőkórban. 1910 és 1950 közötti keltezésű iratai megtalálhatók a Magyar Nemzeti Levéltár Békés Megyei Levéltárában, a BéML XIV. 45. szám alatt.

## Magánélete
Lovich 1907. február 9-én házasságot kötött Kolozsváron Benel Ferenc és Gajzágó Terézia leányával, Benel Paulával (1873–1964), házasságukból azonban nem született egyetlen gyermek sem. 1910-ben házat építtettek Gyulán, amely napjainkban az Árpád utca 28/B szám alatt található. Az épületet Schneider Mátyás építőmester tervezte és építette. Miután Lovich elhunyt, özvegy felesége egészen 1964. március 11-én bekövetkezett haláláig a házban élt. Az épület utcasorban álló V alaprajzú, a homlokzata szecessziós díszítésű, palafedésű; manzárd rendszerű tetőszerkezettel rendelkezik. Felépítése: 3 szoba, 2 konyha, 2 fürdőszoba, előszoba, kamra, pince és garázs. Az épület díszes bejárati acélkapuval rendelkezik. Városképi jelentőségű, védelme indokolt.